# Plant Ecology
Plant Ecology (ISSN 1385-0237) — международный ботанический журнал для публикации научных исследований в области экологии растений.

## История
Журнал основан в 1948 году
В 2009 году вошёл в Список 100 самых влиятельных журналов биологии и медицины за последние 100 лет по данным Special Libraries Association. Уровень цитирования журнала (Импакт-фактор): 1.567, что ставит его на №6 в категории "Forestry".
В 2010 году вышел 211-й том.

## Тематика
В рецензируемых журнальных статьях публикуются результаты научных исследований по всем областям экологии растений, в том числе: экофизиология, экспериментальные и теоретические исследования экосистем, экология популяций, молекулярная и историческая экология.

## ISSN
- ISSN: 1385-0237 (print version)
- ISSN: 1573-5052 (electronic version)